# Lykoi
Lykoi je přirozená mutace domácí krátkosrsté kočky. Plemeno je velmi vzácné, neuznané federací FIFe. Název plemene vychází z řeckého označení pro vlka a odkazuje na charakteristické rysy srsti a nezvyklé zbarvení, které je bílo černé. Nezvyklý je také specifický výraz v obličeji, podtržený světlou bezsrstou maskou.

## Historie
Začátek chovu plemene se datuje k roku 2010. Tehdy si manželé Johnny a Brittney Gobbleovi z Tennessee všimli místní toulavé kočky s podivnou, řídkou srstí. Podobné kočky se nicméně objevovaly i na jiných místech Spojených států, přičemž jejich veterinární vyšetření vyloučila některá kožní onemocnění (např. alopecie, svrab). Genetické testy zjistily, že původcem nezvyklé srsti je spontánně vzniklá mutace. U koček se nenašla příbuznost se sphynx ani s rexovitými (devon a cornish rex) kočkami. Mutace je recesivní a nenese žádné škodlivé pleiotropní účinky, ovlivňuje pouze folikuly chlupů.
Gobbleovi začali se šlechtěním nového plemene. Připouštěli kočky s lykoi znaky, kvůli zvýšení genetické variability a omezení příbuzenské plemenitby byly později občasně přikříženy i krátkosrsté černé kočky vhodného typu. V roce 2012 bylo toto plemeno zaregistrováno organizací TICA jako experimentální plemeno. Během několika dalších let ho schválila i CFA a WCF.